# PSA Super Series Finals 1996/97
Die 4. PSA Super Series Finals der Herren fanden vom 26. bis 29. März 1997 in der Galleria in Hatfield, England statt. Das Turnier war mit 40.000 US-Dollar dotiert.
Titelverteidiger war Del Harris, der sich diese Saison nicht qualifizierte. Das Endspiel gewann Jansher Khan mit 9:7, 9:5 und 9:2 gegen Brett Martin.

## Ergebnisse

### Gruppe A

#### Tabelle
| Pos. | Spieler       | Spiele | Sätze |
| ---- | ------------- | ------ | ----- |
| 1    | Brett Martin  | 2:1    | 8:5   |
| 2    | Simon Parke   | 2:1    | 8:6   |
| 3    | Rodney Eyles  | 2:1    | 8:6   |
| 4    | Mark Chaloner | 0:2    | 1:6   |
| 5    | Chris Walker  | 0:1    | 1:3   |

#### Ergebnisse
| Spieler      | Spieler       | Ergebnis                  |
| ------------ | ------------- | ------------------------- |
| Simon Parke  | Chris Walker  | 6:9, 10:8, 9:7, 10:8      |
| Rodney Eyles | Brett Martin  | 6:9, 9:4, 7:9, 10:8, 9:3  |
| Simon Parke  | Rodney Eyles  | 10:8, 9:6, 1:9, 6:9, 10:8 |
| Brett Martin | Mark Chaloner | 9:4, 9:3, 9:7             |
| Brett Martin | Simon Parke   | 10:8, 7:9, 9:3, 6:9, 9:1  |
| Rodney Eyles | Mark Chaloner | 5:9, 10:8, 9:5, 9:6       |

### Gruppe B

#### Tabelle
| Pos. | Spieler           | Spiele | Sätze |
| ---- | ----------------- | ------ | ----- |
| 1    | Jansher Khan      | 3:0    | 9:1   |
| 2    | Ahmed Barada      | 2:1    | 7:4   |
| 3    | Peter Nicol       | 1:2    | 4:6   |
| 4    | Zubair Jahan Khan | 0:3    | 0:9   |

#### Ergebnisse
| Spieler      | Spieler           | Ergebnis              |
| ------------ | ----------------- | --------------------- |
| Ahmed Barada | Peter Nicol       | 9:5, 9:3, 4:9, 9:7    |
| Jansher Khan | Zubair Jahan Khan | 9:5, 9:7, 9:4         |
| Peter Nicol  | Zubair Jahan Khan | 9:3, 9:7, 9:5         |
| Jansher Khan | Ahmed Barada      | 10:8, 10:8, 4:9, 10:8 |
| Ahmed Barada | Zubair Jahan Khan | 9:4, 9:3, 10:8        |
| Jansher Khan | Peter Nicol       | 9:6, 9:3, 9:2         |

### Finale
| Spieler      | Spieler      | Ergebnis      |
| ------------ | ------------ | ------------- |
| Jansher Khan | Brett Martin | 9:7, 9:5, 9:2 |